# Swartzia emarginata
Swartzia emarginata là một loài thực vật có hoa trong họ Đậu. Loài này được (Ducke) Torke mô tả khoa học đầu tiên năm 2007.